# دامیس
دامیس نینوایی
یا دامیس آشوری شاگرد آشوری‌تبار بلیناس حکیم بود.
فیلوستراتوس براساس یادداشت‌های او بود که زندگی آپولیناس تیانانی را نوشت.